# Historische Kommission zur Erforschung des Pietismus

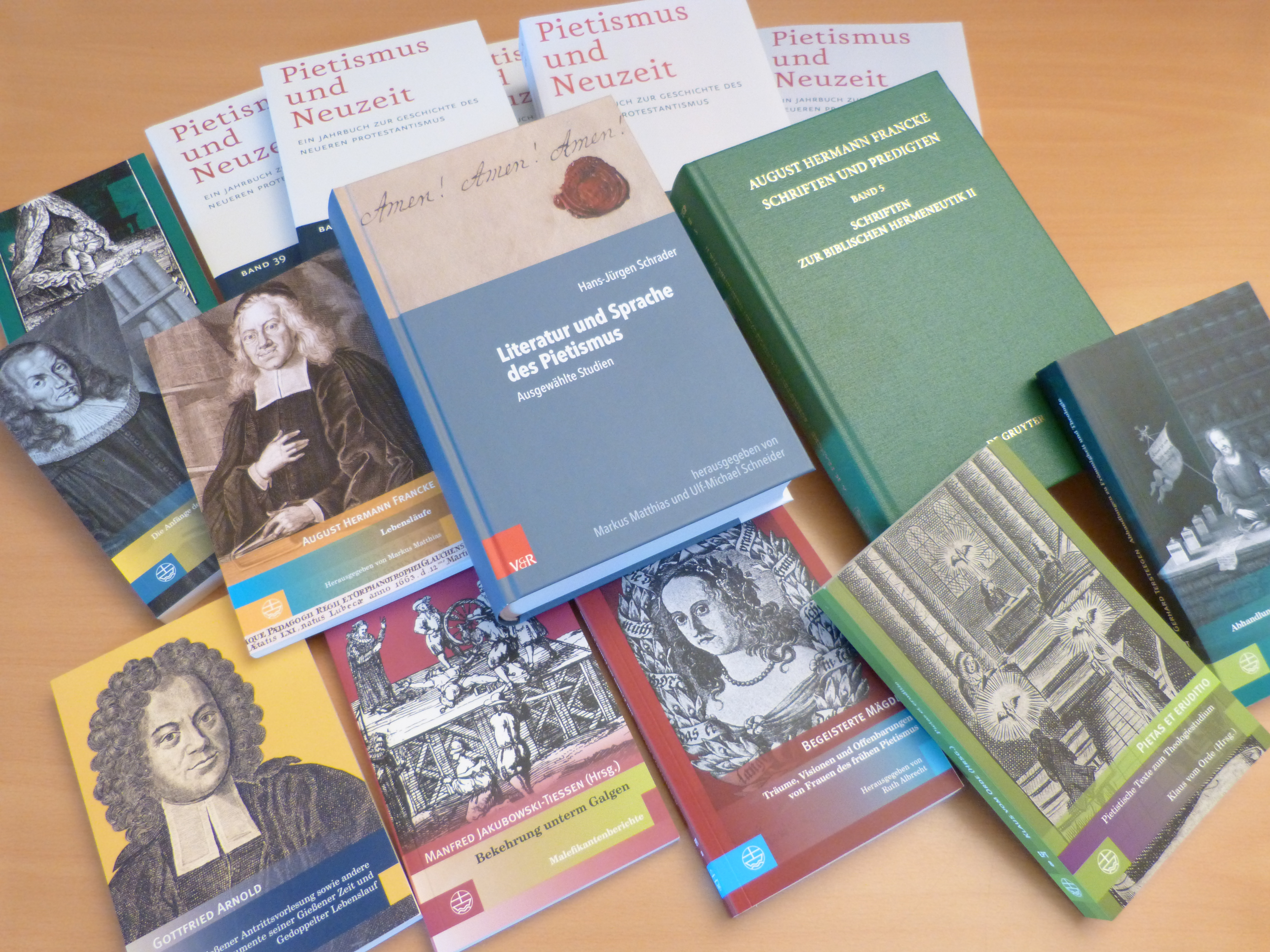
Publikationen der Historischen Kommission zur Erforschung des Pietismus

Die Historische Kommission zur Erforschung des Pietismus ist eine wissenschaftliche Vereinigung. Sie initiiert und fördert Editionen und Standardwerke zur Geschichte der kirchlichen Reformbewegung des Pietismus und veranstaltet hierzu internationale wissenschaftliche Tagungen. Getragen wird sie vor allem von deutschen evangelischen Landeskirchen, der Union Evangelischer Kirchen in der Evangelischen Kirche in Deutschland und von einigen anderen den Traditionen des Pietismus verbundenen Verbänden und Institutionen.

## Ziel und Arbeitsweise
„Die Kommission will mit ihrer Tätigkeit ein vertieftes Verständnis der Geschichte des Pietismus in seinen unterschiedlichen Gestaltungen und Strömungen sowie in seinen ökumenischen Verbindungen erreichen. Sie widmet sich deshalb der wissenschaftlichen Erforschung des Pietismus einschließlich seiner Auswirkungen auf das kirchliche Leben und sucht deren Ergebnisse zu vermitteln.“
Mit diesem Ziel veranstaltet sie seit 1969 öffentliche, internationale wissenschaftliche Tagungen an unterschiedlichen Orten, z. T. auch in Kooperation mit anderen Einrichtungen der Pietismusforschung. Die Vorträge und Ergebnisse dieser Tagungen werden in der Regel veröffentlicht. Die Historische Kommission fördert den wissenschaftlichen Nachwuchs, indem sie ab 1992 in regelmäßigen Abständen Tagungen und Arbeitsgespräche mit jungen Wissenschaftlern und Wissenschaftlerinnen veranstaltet, die eine Qualifikationsarbeit (Promotion, Habilitation) aus dem Themenbereich der Geschichte des Pietismus vorbereiten.
Ein weiterer Schwerpunkt der Kommissionstätigkeit besteht darin, die Herausgabe von Standardwerken zur Geschichte des Pietismus zu verantworten und zu finanzieren. Dies umfasst Editionen wie die Schriften von August Hermann Francke, Nikolaus Ludwig von Zinzendorf, Briefe von Johann Albrecht Bengel und anderer Quellen ebenso wie die Veröffentlichung von Bibliographien und Monographien sowie die Herausgabe einer wissenschaftlichen Zeitschrift zur Geschichte des Pietismus und des neueren Protestantismus. Zudem unterstützt die Kommission externe Projekte, die der Pietismusforschung dienen.
Durch gemeinsame Tagungen und Editionsprojekte wie durch vielfältige persönliche Beziehungen hält die Kommission zahlreiche Verbindungen zu anderen der Pietismusforschung verpflichteten Institutionen und Personen ebenso wie zu interdisziplinären und internationalen Aktivitäten in diesem Wissenschaftsbereich aufrecht.

## Aufbau
Die Kommission setzt sich aus über 40 ausgewiesenen ehrenamtlichen Vertreterinnen und Vertretern zusammen, die für eine Tätigkeitsperiode von sechs Jahren je zur Hälfte von den kirchlichen Trägereinrichtungen entsandt und aus dem Gebiet der Pietismusforschung hinzuberufen werden.
Den Vorsitz der Kommission hat derzeit (bis voraussichtlich 2023) Thilo Daniel inne, Stellvertreter ist Manfred Jakubowski-Tiessen. Unterstützt werden die Vorsitzenden durch den Geschäftsführenden und Planenden Ausschuss. Aus der Kommission heraus werden die Herausgeber der Veröffentlichungsreihen und des Jahrbuches gewählt sowie die Mitglieder des Publikationsausschusses.
Von Beginn an lag die Geschäftsführung der Kommission bei der Kirchenkanzlei der Evangelischen Kirche der Union und wurde 2003 von der UEK übernommen. Derzeitiger Geschäftsführer ist Albrecht Philipps von der Union Evangelischer Kirchen in der Evangelischen Kirche in Deutschland mit Sitz im Kirchenamt der EKD Hannover. Die Kommission tritt jährlich einmal zu einer Sitzung zusammen, die nach Möglichkeit immer mit einem wissenschaftlichen Referat oder einer Tagung verbunden ist.

## Geschichte
Die Historische Kommission entstand 1964 aus dem Anliegen heraus, den Pietismus als eigenständige theologische Bewegung mit einem eigenen gedanklichen Konzept näher zu untersuchen und zu würdigen. Initiatoren der Gründung waren: Kurt Aland (1915–1994), Martin Schmidt (1909–1982), Erhard Peschke (1907–1996), Oskar Söhngen (1900–1983), Konrad Gottschick (1913–2012) und Gerhard Schäfer (1923–2003). Die Kommission verwirklichte das Modell eines unmittelbaren Engagements von Kirchenleitungen an einem wissenschaftlichen Projekt, indem in ihr Vertreter der Trägereinrichtungen, die zum Teil selber Wissenschaftler sind, mit führenden Forschern auf dem Gebiet des Pietismus zusammenarbeiten. Zudem war sie eine der wenigen kirchlichen Institutionen, die in ihrer Arbeit deutsche Einheit trotz Trennung verwirklichten, indem eine Institution in zwei Sektionen arbeitete. Die konstituierende Sitzung der Sektion West fand am 6. Juli 1964 in Berlin West statt. Den Vorsitz übernahm Martin Schmidt. Am 14. November 1964 erfolgte die Konstituierung der Sektion Ost mit Erhard Peschke als Vorsitzendem. Die Geschäftsführung lag bei der Kirchenkanzlei der Evangelischen Kirche der Union in Berlin West und Berlin Ost. Bis zum Jahr 1989 waren 14 Landeskirchen aus dem Bereich der Bundesrepublik, die Evang. Kirche der Union, die Evang. Brüder-Unität und der Bund Evang. Freikirchlicher Gemeinden der Kommission beigetreten. Die in der DDR liegenden Landeskirchen konnten aus formalen Gründen nicht Mitglied der Kommission werden. Die Sektion Ost umfasste neben kirchlichen und wissenschaftlichen Vertretern auch Delegierte der Gnadauer Gemeinschaftsbewegung im Gaststatus. Seit 1985 galt die Sektion Ost als Werk des Bundes der Evangelischen Kirchen der DDR. Trotz dieser aufgezwungenen Teilung verstand die Kommission sich von Anfang an stets als eine einheitliche Größe, die ab dem 6. April 1990 gemeinsam tagte und sich ab 1993 eine gemeinsame Ordnung gab.
Die Arbeit der Kommission konzentrierte sich auf die Edition von Quellen, Monographien und Bibliographien zur Geschichte des Pietismus und auf die Ausrichtung von öffentlichen Tagungen und wissenschaftlichen Symposien. Seit 1973 wird ein eigenes Jahrbuch herausgegeben. Ende der Siebziger begannen die Vorbereitungen für eine neue, umfassende Gesamtdarstellung des Pietismus, die als vierbändiges Werk von 1993 bis 2004 herausgegeben wurde. Mit der neuen Ordnung von 1993 (1998 novelliert) verlagerte sich die laufende Arbeit der Kommission weitestgehend in die Ausschüsse. Die Kommission befasst sich dagegen bei ihren Zusammenkünften intensiver mit den Perspektiven ihrer Vorhaben und sucht verstärkt, ihre Forschungsergebnisse einer breiteren Öffentlichkeit zugänglich zu machen. Hierzu verbindet die Kommission ihre jährlichen Sitzungen und Tagungen jeweils auch mit öffentlichen Vorträgen und die 1999 begonnene Reihe „Kleine Texte des Pietismus“, seit 2010 "Edition Pietismustexte", verfolgt eine allgemeinverständliche Edition von Texten aus der frömmigkeitsgeschichtlich-kulturellen und literarischen Tradition des Pietismus, die auch interessierte Laien und Studenten erreichen soll.
Die Historische Kommission entwickelte sich zu einer Koordinationsstelle für die Pietismus-Forschung allgemein, die im Laufe der Jahre anregend auf weitere Ausdifferenzierungen gewirkt hat, wie die Herrnhuter-Forschung, das Editionsprojekt der Briefe Philipp Jacob Speners durch die Sächsische Akademie der Wissenschaften und das 1993 in Halle/Saale gegründete Interdisziplinäre Zentrum für Pietismusforschung der Martin-Luther-Universität Halle-Wittenberg, das sich vor allem dem hallischen Pietismus zuwendet und sich zu einer weiteren wichtigen Koordinationsstelle der Pietismusforschung entwickelt hat. Mit all diesen Einrichtungen ist die Historische Kommission eng vernetzt.

## Publikationen
(Stand Februar 2023)
Arbeiten zur Geschichte des Pietismus (AGP)

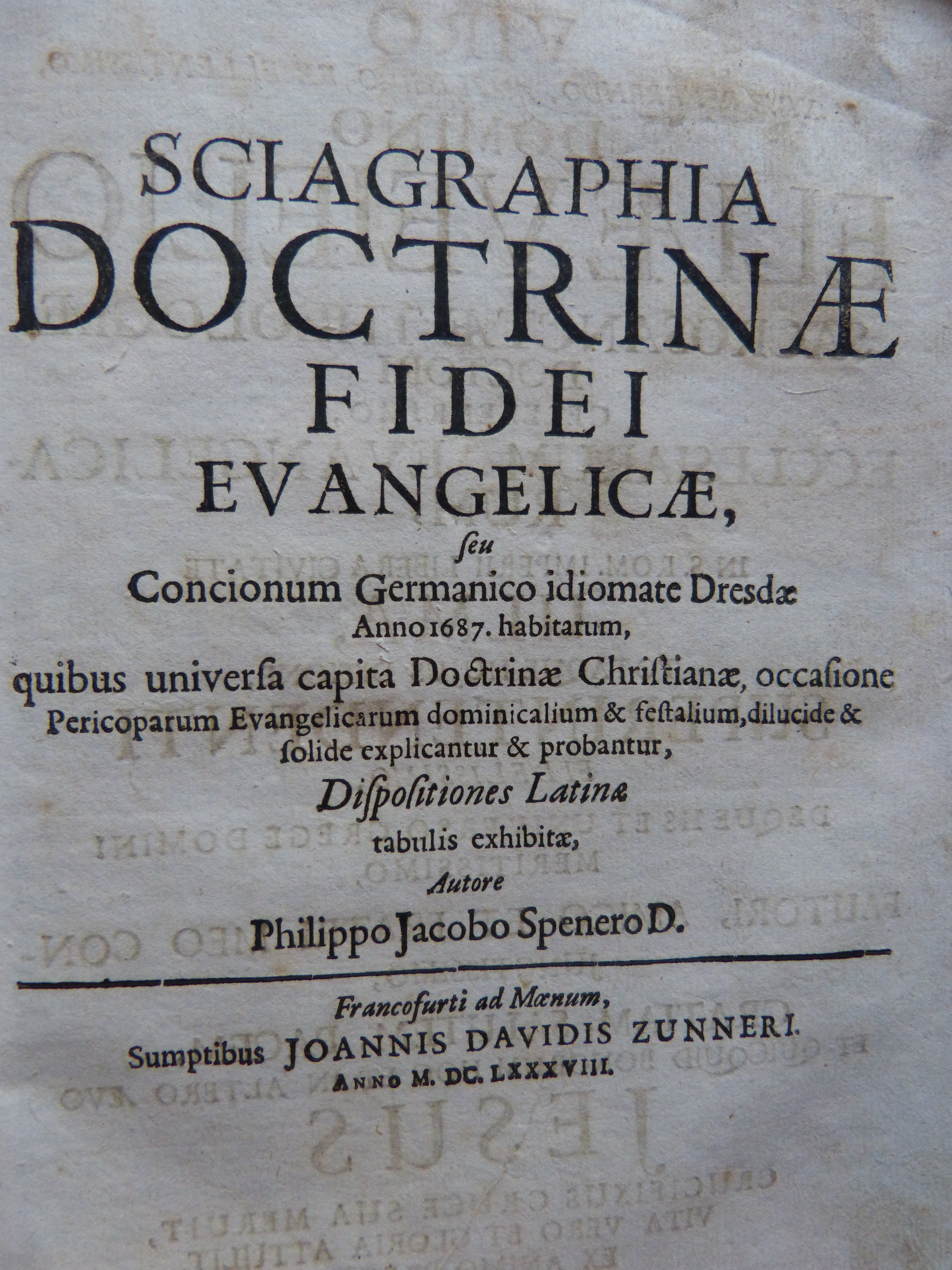
Philipp Jakob Speners "Sciagraphia doctrinae fidei evangelicae" 1688

Herausgegebene Monographien (Band 1–16 im Luther-Verlag, Bielefeld; ab Band 17 im Verlag Vandenhoeck & Ruprecht, Göttingen):
- Band 1-67, 1967-2021

Bibliographie zur Geschichte des Pietismus (BGP)
Herausgegebene Bibliographien im Verlag Walter de Gruyter, Berlin, New York:
- Band 1-3, 1972-2015

Kleine Texte des Pietismus (KTP) und Edition Pietismustexte (EPT)
Herausgegebene kleinere Texte für eine breitere Leserschaft (in der Evangelischen Verlagsanstalt, Leipzig):
- KTP Band 1-12, 1999-2008

- EPT Band 1-15, 2010-2021

Geschichte des Pietismus (GdP)
Herausgegebene Gesamtdarstellung zum Pietismus (im Verlag Vandenhoeck & Ruprecht, Göttingen):
- Band 1-4, 1993-2004

Jahrbücher zur Geschichte des Pietismus (JGP) und Pietismus und Neuzeit. Ein Jahrbuch zur Geschichte des neueren Protestantismus (PuN)
Herausgegebenes Jahrbuch der Kommission (Band 1–3 im Luther-Verlag, Bielefeld; ab Band 4 im Verlag Vandenhoeck & Ruprecht, Göttingen):
- Band 1-3, 1974-1977

- Band 4-45, 1977/78-2019

Texte zur Geschichte des Pietismus (TdP)
Wissenschaftliche Texteditionen zum Pietismus (Abteilung II, III, VII und VIII [Bd. 1-2] im Verlag Walter de Gruyter, Berlin, New York; Abteilung IV V, VI und VIII [Bd. 3-5] im Verlag Vandenhoeck & Ruprecht, Göttingen):
- August Hermann Francke, Schriften und Predigten: Abteilung II, Band 1,4-5,9-10, 1981-2018
- August Hermann Francke, Handschriftlicher Nachlass: Abteilung III, Band 1-6, 1972-2002
- Nikolaus Ludwig von Zinzendorf, Werke: Abteilung IV, Band 6/1,7/1-3, 2008-2022
- Gerhard Tersteegen, Werke: Abteilung V, Band 1,7/1-2,8, 1979-2008
- Johann Albrecht Bengel, Werke und Briefwechsel: Abteilung VI, Band 1-3, 2008-2022
- Friedrich Christoph Oetinger: Abteilung VII, Band 1-3, 1977-1999
- Einzelgestalten und Sondergruppen: Abteilung VIII, Band 1-5, 1979-2007